# 李復觀
李復觀（14世紀—15世紀），又名李光，以字行，江西饒州府安仁縣東隅學右人，明朝政治人物。

## 生平
李復觀是永樂元年（1403年）的舉人，次年（1404年）聯捷進士，獲授邵武知縣，個性敏敦，以文學治理縣事，不用刑罰而令民信服，後人經常思慕他。